# オトナリウム
株式会社オトナリウム（OTONARIUM）は、映画やアニメーションなどの音響効果制作を主な業務とする日本の企業。倉橋裕宗が個人事務所として設立したが2022年から牧野彰広と秋山七実が入社して現在に至る。

## 倉橋裕宗 略歴
1979年生まれ。国士舘大学経営学部卒業後、カンタベリー・クライスト・チャーチ大学にてInternational studentコース満了。
2008年に文化庁新進芸術家海外研修制度の在外研修員となり、フランス（パリ）にて映画部門、音響効果で1年間研修。ケン・ヤスモトに師事し、リュック・ベッソン監督作に多く参加するヴィンセント・トゥーリや、フォーリーサウンドではニコラス・ベッカーなどの現場に同行。フランス映画『オーケストラ!』の音響にも研修生として参加した。
イギリス留学から帰国後、サウンドボックスに入社。2015年の退社後にオトナリウムを設立してフリーで活動。

## 担当作品
※2022年まですべて倉橋裕宗が担当。

### サウンドボックス時代

#### TVアニメ
- フルメタル・パニック! シリーズ（『ふもっふ』以降）（CX→WOWOW）
- クロノクルセイド（CX）
- D・N・ANGEL（TX）
- 北へ。〜Diamond Dust Drops〜（TVh-UHF）
- GIRLSブラボー シリーズ（CX→WOWOW）
- SAMURAI 7
- 蒼穹のファフナー シリーズ（TX→MBS-JNN）※TVシリーズ2期の第2クール以降はオトナリウムへシフト
- トランスフォーマー ギャラクシーフォース（TVA-TXN）
- SHUFFLE! シリーズ
- IGPX
- リーンの翼
- .hack//Roots
- 西の善き魔女 Astraea Testament
- おとぎ銃士 赤ずきん（TVアニメ版）（TX）
- REIDEEN（WOWOW）
- ヒロイック・エイジ（TX）
- 風のスティグマ（TVQ-UHF）
- ドラゴノーツ -ザ・レゾナンス-（TX）
- 機動戦士ガンダム00（MBS-JNN）（音響助手）※ファーストシーズン第13話まで担当
- やわらか三国志 突き刺せ!! 呂布子ちゃん
- 隠の王（TX）
- ストライクウィッチーズ シリーズ（劇場版も担当）
- キディ・ガーランド（UHF）
- ダンス イン ザ ヴァンパイアバンド
- ブレイク ブレイド
- Aチャンネル
- TIGER & BUNNY（劇場版も担当）
- 境界線上のホライゾン シリーズ（MBS-UHF）
- 未来日記
- アクセル・ワールド（UHF）
- 断裁分離のクライムエッジ
- 境界の彼方
- バディ・コンプレックス
- Z/X IGNITION
- 東京ESP
- 甘城ブリリアントパーク
- 神撃のバハムート GENESIS
- 牙狼-GARO- -炎の刻印-
- テンカイナイト（TX）
- 終わりのセラフ（UHF）※第2クール以降はオトナリウムへシフト
- Classroom☆Crisis（MBS-JNN）
- ワールドトリガー（EX）※#49以降はオトナリウムへシフト

#### 映画
- パルムの樹（効果助手）
- 東京ゴッドファーザーズ（効果助手）
- ほたるの星（効果助手）
- 永遠の法（サウンドエフェクトキャプテン）
- キディ・グレイド（劇場版）
- 劇場版 どうぶつの森 ※山谷尚人、米原想、緒方康恭、西佐知子、渡辺雅文と共同担当
- 宇宙ショーへようこそ
- 昆虫物語 みつばちハッチ〜勇気のメロディ〜
- 蒼穹のファフナー HEAVEN AND EARTH
- チベット犬物語 〜金色のドージェ〜 ※長谷川卓也、山谷尚人、西佐知子と共同担当
- ジュエルペット スウィーツダンスプリンセス ※神保大介と共同担当
- 劇場版 とある魔術の禁書目録 -エンデュミオンの奇蹟- ※長谷川卓也、武藤晶子、中野勝博と共同担当

#### OVA
- マクロス ゼロ（効果助手）※第4話まで
- HELLSING（OVA版）※第2話から第5話、第7話から第10話担当
- 装甲騎兵ボトムズ Case;IRVINE

### オトナリウム設立以降

#### TVアニメ
- 俺がお嬢様学校に「庶民サンプル」としてゲッツされた件（UHF）
- 紅殻のパンドラ（UHF）
- ビッグオーダー（UHF）
- キズナイーバー（UHF）
- 三者三葉（UHF）
- 装神少女まとい（UHF）
- ドリフターズ（UHF）
- ブレイブウィッチーズ（UHF）
- チェインクロニクル 〜ヘクセイタスの閃〜（UHF）
- CHAOS;CHILD（UHF）
- 小林さんちのメイドラゴン シリーズ（UHF）
  - 小林さんちのメイドラゴン
  - 小林さんちのメイドラゴンS
- クロックワーク・プラネット（TBS）
- デジモンユニバース アプリモンスターズ（TX）
- モンスターハンター ストーリーズ RIDE ON（CX）
- 賭ケグルイ（MBS-UHF）
- 異世界食堂（TX）
- いぬやしき（CX）
- ヴァイオレット・エヴァーガーデン
- ミイラの飼い方（TBS）
- デスマーチからはじまる異世界狂想曲
- Butlers〜千年百年物語〜
- フルメタル・パニック!
- メガロボクス
- ルパン三世 シリーズ（NTV）
  - ルパン三世 PART5
  - ルパン三世 グッバイ・パートナー
  - ルパン三世 プリズン・オブ・ザ・パスト
  - ルパン三世 PART6
- ソードガイ 装刀凱
- B: The Beginning
- アラド：宿命の門 THE FATE OF ARAD
- 消滅都市
- 夢王国と眠れる100人の王子様
- 俺が好きなのは妹だけど妹じゃない
- ツルネ -風舞高校弓道部-
- 賭ケグルイxx
- 川柳少女
- コップクラフト
- ナカノヒトゲノム【実況中】
- 胡蝶綺 〜若き信長〜
- BEM
- 本好きの下剋上 司書になるためには手段を選んでいられません
- 歌舞伎町シャーロック
- number24
- プランダラ
- 啄木鳥探偵處
- 白猫プロジェクト ZERO CHRONICLE
- ド級編隊エグゼロス
- NOBLESSE -ノブレス-
- キングスレイド 意志を継ぐものたち
- アクダマドライブ
- ワールドトリガー 2ndシーズン
- 俺だけ入れる隠しダンジョン
- アズールレーン びそくぜんしんっ！
- スーパーカブ
- ラブライブ!スーパースター!!
- ジャヒー様はくじけない!
- 平家物語
- シャングリラ・フロンティア（MBS-JNN）
- 暴食のベルセルク（UHF）
- 戦隊大失格（TBS）
- 夜桜さんちの大作戦（MBS-JNN）
- Paradox Live THE ANIMATION (UHF) ※倉橋裕宗, 牧野彰広担当
- 不遇職【鑑定士】が実は最強だった（UHF）
- 一瞬で治療していたのに役立たずと追放された天才治癒師、闇ヒーラーとして楽しく生きる（UHF）
- 戦隊大失格2nd Season（CBC-JNN）
- まったく最近の探偵ときたら（AT-X）※倉橋裕宗担当

#### 映画
- ガラスの花と壊す世界
- 劇場版 牙狼〈GARO〉-DIVINE FLAME-
- 映画 聲の形
- ブレイブウィッチーズ ペテルブルグ大戦略
- リズと青い鳥
- ちいさな英雄-カニとタマゴと透明人間-
- ヴァイオレット・エヴァーガーデン 外伝 -永遠と自動手記人形-
- ミュウツーの逆襲 EVOLUTION
- 劇場版 ヴァイオレット・エヴァーガーデン
- 劇場版BEM
- 機甲英雄 劇場版 我與我等於無限大
- ウマ娘 プリティーダービー 新時代の扉
- きみの色[1]

#### OVA
- かっちけねぇ!
- NOBLESSE:Awakening
- ブラッククローバー ※TV版は北方将実が担当
- BROTHERHOOD FINAL FANTASY XV
- TRANSFORMERS : Power of the Primes
- ルパン三世 ルパンは今も燃えているか?

### ゲーム
- デビルメイクライ5

### その他
- いわき明星大学PV2019「Ohai Alii ～輝く日のために～」
- 豊島区xアニメイト「池袋PRアニメ」
- 丸井グループショートアニメーション「そばへ」
- ユニバーサル・スタジオ・ジャパン「ドラゴンボールZ・ザ・リアル4D」